# Jan Dick Leurs
Jan Dick Leurs (Amsterdam, 8 oktober 1947) is een voormalig honkballer en honkbalcoach uit Nederland.
De Amsterdammer Leurs speelde in de Nederlandse hoofdklasse vanaf 1966 t/m 1979 14 jaar voor de Haarlemse vereniging Nicols als werper en outfielder. Hij werd als speler met Nicols vijf maal landskampioen (1968, 1970, 1975, 1976, 1977) en won als speler drie maal de Europa Cup (1966, 1974, 1975). Hij werd in 1972 en 1974 onderscheiden als beste werper van Nederland. Leurs kwam van 1968 tot en met 1977 als international uit. Met het Nederlands honkbalteam won hij als werper in 1969, 1971 en 1973 het Europese Kampioenschap. . Met de Nicols behaalde hij als coach zesmaal het landskampioenschap en eenmaal de Europa Cup (1990). Later werd hij bondscoach en leidde de Nederlandse honkbalploeg die als zesde eindigde bij de Olympische Spelen in Atlanta (1996)

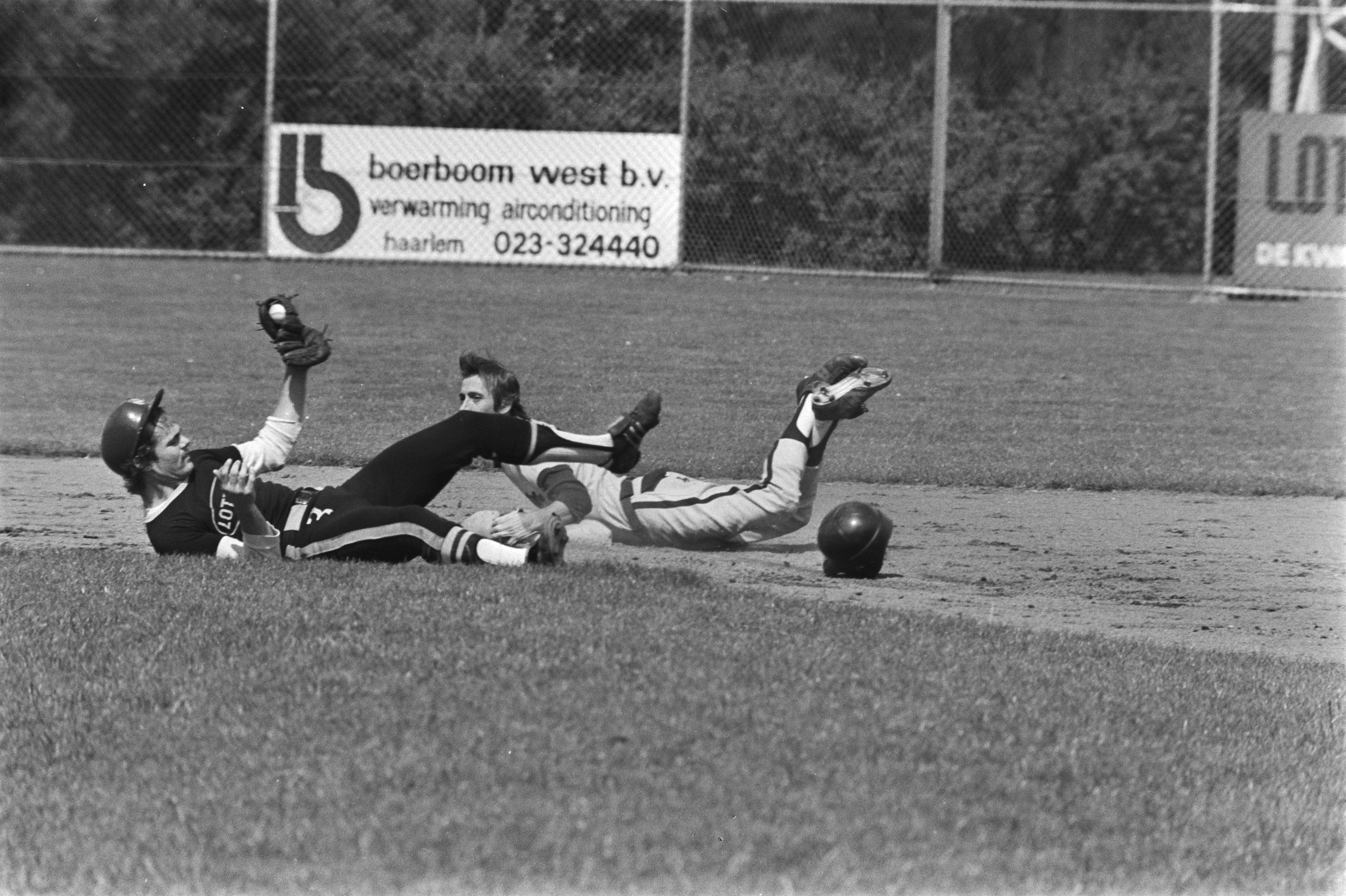
Leurs vangt loper Harm Horeman uit tijdens de competitiewedstrijd Haarlem Nicols tegen Schoten te Haarlem op 25 juli 1976

Onder zijn leiding werd Nederland drie keer Europees kampioen, voor het laatst in 1999. Daarmee werd tevens deelname afgedwongen aan de Olympische Spelen in Sydney (2000). Vlak voordat de spelen begonnen kreeg Leurs echter onder druk van de toenmalig bondsvoorzitter, sportverslaggever Theo Reitsma, op 30 april 2000 na negen jaar ontslag van de bond als bondscoach. Op de spelen werden Leurs' taken waargenomen door oud-international Charles Urbanus en de Amerikaan Pat Murphy.
Jan Dick gaf ook pitcher trainingen en heeft in die tijd o.a. Patrick van Doorn ontdekt, die tot beste pitcher in de hoofdklasse zou worden verkozen.